# استوری (کالیفرنیا)
استوری (به انگلیسی: Storrie) یک منطقهٔ مسکونی در ایالات متحده آمریکا است که در شهرستان پلوماس، کالیفرنیا واقع شده‌است. استوری ۰٫۲۱۷ کیلومتر مربع مساحت و ۴ نفر جمعیت دارد و ۵۴۴ متر بالاتر از سطح دریا واقع شده‌است.